# Nicolae Buruiană
Nicolae Buruiană (n. 15 august 1953, Telenești) - medic-oncolog. Doctor în medicină. Colaborator al spitalului oncologic republican. Coautor a circa 30 de studii în domeniul chirurgiei abdominale.